# Joan Tosoni
Joan Tosoni est une réalisatrice, scénariste et productrice canadienne.

## Filmographie

### comme réalisatrice
- 1987 : It's Only Rock and Roll (série TV)
- 1994 : You Must Remember This (TV)
- 1996 : Margie Gillis: Wild Hearts in Strange Times
- 1997 : Karen Kain: Dancing in the Moment (TV)
- 1998 : Joni Mitchell: Painting with Words and Music (vidéo)
- 2003 : Canadian Idol (série TV)
- 2003 : Canadian Idol: Best and Worst (TV)
- 2003 : 18th Annual Gemini Awards (TV)
- 2004 : Canadian Idol 2 (série TV)
- 2004 : Canadian Idol 2: Best and Worst (TV)
- 2004 : 2004 Gemini Awards (TV)
- 2005 : Canadian Idol 3 (série TV)
- 2006 : 2006 Juno Awards (TV)

### comme scénariste
- 1994 : You Must Remember This (TV)

### comme productrice
- 1994 : You Must Remember This (TV)